# Mario Barberis
Mario Barberis (Roma, 27 giugno 1893 – Roma, 24 gennaio 1960) è stato un pittore e illustratore italiano.

## Biografia
Mario Barberis nacque a Roma il 27 giugno 1893 da famiglia borghese di origini piemontesi. Svolse gli studi classici presso il liceo Torquato Tasso della capitale. Esordì con un'esposizione alla Società degli Amatori e Cultori delle Belle Arti di Roma e, contrariamente ai progetti del padre che lo voleva laureato in Giurisprudenza, approfittò dell'ospitalità di uno zio paterno e fece domanda di ammissione all'Accademia Albertina delle Belle Arti di Torino.
La Prima guerra mondiale lo costrinse a interrompere gli studi. Soldato semplice fino al 1918 nel reparto Genio Aerostieri, documentò scene ed episodi di guerra, tra cui la ritirata di Caporetto. Legati al periodo bellico anche i disegni di navi e di aerei militari e numerose cartoline propagandistiche di ispirazione liberty.
Finita la guerra tornò a Roma e realizzò manifesti e bozzetti di scena per il mondo dell'editoria e della nascente industria cinematografica.
Nonostante la prevalenza dei motivi religiosi, non si può non segnalare la sua produzione di illustratore per il regime fascista (sei incisioni più ritratto di copertina per il discorso di Benito Mussolini Ai combattenti d'Italia, 1923; decorazioni e scene esotiche in bianco e nero per la «Rivista delle Colonie Italiane», segnatamente per il numero speciale apparso nel 1928 in concomitanza con l'Esposizione Coloniale inauguratasi a Torino per il “Decennale della Vittoria”), sebbene Barberis - a dispetto dell'amicizia che lo legò a Giuseppe Bottai dai tempi del “Tasso” - non ebbe mai la tessera del partito.
Fuori dagli stretti vincoli delle commissioni, le opere dalle connotazioni divisioniste e cubo-futuriste. Lavori soprattutto a pastello e spesso recanti un monogramma - Mario Antonio Barberis - accompagnato dalla svastica buddista iscritta all'interno di un cerchio. Tra cui: I solchi; La porta schiusa; La ruota dei secoli; Lo specchio dell'iride.
Gli anni Trenta lo videro ancora impegnato sia come illustratore per opuscoli e altro materiale a carattere devozionale, sia come autore di più significativi dipinti a tema religioso.
Nel secondo dopoguerra, Barberis riprese studi e sperimentazioni astratte e terminò una serie di tele di non grandi dimensioni, con spunti paesaggistici, geometrici e figurativi, in cui racchiuse esperienze antiche e prove più attuali. Nella primavera del 1949 tale raccolta viene esposta con il nome di “Essenzialità cromatiche” presso la Galleria Giosi di via del Babuino a Roma. Tra le opere, Tenebrae factae sunt - poi collocata presso il santuario di Vicoforte in Piemonte e oggi irreperibile.
Nel corso del 1954 ultimò dodici tavole di devozione mariana per La Donna vestita di sole presso il convento cappuccino di Perugia, e realizzò a carboncino su cartone una serie dedicata alle stazioni della Passione spirituale di Nostro Signore Gesù Cristo, frutto di una meditazione sul tema della sofferenza.
Affranto dalla morte dell'amatissima moglie, Barberis si concentrò su una raccolta di immagini a lei dedicate su fogli da disegno. Tratteggiati con matita di colore sanguigno, questi disegni costituiscono la summa di 40 anni di produzione artistica. L'album delle “sanguigne” dedicato alla moglie è conservato dalla figlia del pittore, Chiara Barberis, come testimonianza dell'opera paterna.
Mario Barberis morì a Roma dopo una lunga malattia il 24 gennaio del 1960 all'età di 66 anni.

## I soggetti religiosi
Nel 1921, alla Prima Biennale d'Arte di Roma, venne presentata Il convito della luce, la sua prima grande opera pittorica di soggetto religioso, che gli valse poi l'invito a recarsi a Gerusalemme per contribuire alle decorazioni della nuova Basilica dell'Agonia (o Chiesa di tutte le Nazioni), dove tra il 1922 e il '23 realizzò due grandi tele ad olio - La preghiera nell'Orto e L'arresto di Gesù - e successivamente, negli anni '40, i mosaici delle navate laterali raffiguranti l’Arresto di Gesù e Il bacio di Giuda.
Nel 1925, sempre a Gerusalemme, chiamato dai francescani, eseguì nella chiesa della Flagellazione alcuni lavori ancora oggi visibili dedicati a San Paolo, all'Addolorata e ai due santi di Assisi.
Iniziò poi una lunga collaborazione con la vetreria d'arte Giuliani di Roma (ad esempio: i mosaici e le vetrate per la basilica di Maria Ausiliatrice a Torino o per la chiesa piacentiniana di Cristo Re a Roma).
Da ricordare anche:
• le tele ad olio: quelle per l'Esposizione Missionaria del 1929 in Vaticano; il Gesù divino trionfatore per la basilica di Sant'Antonio a Messina; La Conciliazione per il soffitto dell'Ambasciata italiana in Vaticano; È passato Gesù per la chiesa dei Padri Passionisti in Michigan;
• gli affreschi murali: il ciclo di affreschi per il Seminario Romano nella Città del Vaticano, per l'Opera Nazionale per il Mezzogiorno d'Italia, per la cupola di San Massimo a Torino, per le suore di Cluny a Roma, per le Clarisse della Giudecca a Venezia;
• i ritratti: quello del cardinale Agagianian per la chiesa del Collegio armeno oltre a quelli di diversi fondatori e fondatrici di congregazioni religiose;
• le pale d'altare: a Roma per chiesa di Santa Maria Liberatrice, per la parrocchia degli Angeli Custodi, per la cappella delle suore Orsoline e delle Serve di Maria, per la chiesa di San Tarcisio, per la chiesa del Sacro Cuore a Genova;
• le Viae Crucis: una cinquantina, in Italia (chiesa di Sant'Anna dei Palafrenieri in Vaticano, 1932; chiesa di Santa Prisca all'Aventino, 1938), ma anche in Polonia, Canada e Stati Uniti d'America.
Da menzionare poi la sua attività di insegnante di disegno presso l'istituto degli orfani di Amatrice, dove cominciò la sua prolifica produzione di illustratore per l'editoria cattolica e, nei primi anni Trenta, presso l'istituto omonimo fondato da Maria Montessori, dove però lavorò meno di due anni a causa degli aumentati incarichi di lavoro come pittore.
Agli anni Trenta risalgono tre opere di particolare originalità espressiva:
• Gesù tra noi (1931-'32), 45 disegni a carboncino nero su pannelli e tavole di compensato grezzo esposti nel 1932 nella Sala Borromini, presso la Chiesa Nuova a Roma, e raccolti in cinque “novene” dove ai richiami simbolisti si mischiano tratti realisti di stampo masaccesco;
• In Gesù, grande tela ad olio oggi restaurata e sita presso la chiesa del Sacro Cuore a Roma. Conosciuta anche in Polonia, grazie a una pubblicazione coeva stampata a Varsavia, l'opera ricevette parole di apprezzamento da papa Pio XI;
• Il Gesù di ognuno, opera ancora a tratti divisionista, è posta come In Gesù nella cappella salesiana del Sacro Cuore a Roma.
Sempre presso i Salesiani, ma nel loro convento, in una delle stanze di rappresentanza della Casa, c'è poi una terza opera dell'autore, datata 1934, e intitolata La novena di un'anima, articolata in nove tavole di grandi dimensioni, dove compare più volte una figura femminile per la quale posò la moglie Maria. L'opera venne poi stampata e commentata da Igino Giordani in una pubblicazione della casa editrice Paolina.